# Александър Христов (журналист)
Вижте пояснителната страница за други личности с името Александър Христов.
Александър Стоев Христов е журналист от България с македонско национално съзнание, един от основателите и пръв главен редактор на вестника с македонистка ориентация „Народна воля“, поет.

## Биография
Роден е в село Яново в 1929 година. Политически имигрант. Работи в ЮНЕСКО в Париж и в Лондон, като машинописец в българската редакция на BBC. През 1980 година в Австралия заедно с Ангеле Вретовски, Георги Чочков, Митре Мойсоски и други македонисти, слага началото на вестник „Народна воля“. Заради издаваното от него анархо-македонисткото списание „Народна воля“, многократно е заплашван с уволнение и отстраняван от работа от ръководството на ВВС.
Негов брат е журналистът Георги Христов, известен като Ян Пирински.